# Juan Pizarro
Juan Pizarro (Juan Pizarro II), född 1511, död 1536, var en spansk conquistador som följde med sina bröder Francisco, Gonzalo och Hernando Pizarro på resan för erövringen av Peru, 1532.
Juan Pizarro var utomäktenskaplig son till kapten Gonzalo Pizarro och Maria Alonso. Han var bror till Gonzalo Pizarro och halvbror till Francisco och Hernando Pizarro. 
Han anses som en av de mest hänsynslösa, brutala och korrupta av conquistadorerna i Nya världen. Juan och hans bröder, ledda av Francisco och hans vän Diego de Almagro, erövrade Inkariket och inkafolkets heliga huvudstad Cusco 1533. De tillfångatog och avrättade inkan Atahualpa och rövade guldskatterna från staden. Juan, Hernándo och Gonzalo Pizarro utsågs sedan till befälhavare över Cusco när Francisco Pizarro reste ut för att utforska nordvästra kusten av Peru och samtidigt grundade huvudstaden Lima 1535.
Juan, Gonzalo and Hernándo styrde Cusco som diktatorer, torterade och avrättade dem som vägrade att acceptera spansk lag.
Den 6 maj 1536 gjorde inkaindianerna, under ledning av den av spanjorerna krönte marionettinkan Manco Inca Yupanqui uppror emot missförhållandena och hade samlat 100 000 inkakrigare för att anfalla spanjorerna i Cusco. Detta ledde till belägring och många strider för att ta kontroll över området, detta pågick under 10 månader. Inkaindianerna misslyckades dock med att fördriva spanjorerna från staden, och många föll offer för smittkoppor. 
Juan dog slutligen i slaget om Sacsayhuaman, en inkabefästning i utkanten av Cusco, när han försökte bryta belägringen av Cusco genom att leda en styrka ut från staden och attackera fästningen. Han träffades i huvudet av en stor sten som kastades av en av inkakrigarna när han försökte ta sig över Sacsayhuamans höga stenmurar. Juans soldater vann till sist striden, lyckades få kontroll över befästningen och försvagade inkafolkets kontroll av Cusco.

## Epilog
Från Lima skickade Francisco Pizarro ut flera undsättningsstyrkor, fyra av dem blev nedgjorda på vägen, den femte tvingades återvända och blev förföljd av en stor styrka inkaindianer under ledning av Titu Yupanqui. Inkaindianerna slog läger på berget San Cristóbal i utkanten av Lima och förberedde sig på att anfalla staden. Spanjorerna tillät dem sedan som en taktisk manöver att komma in i staden och anföll därefter från alla kanter. I striderna dog Titu Yupanqui.
Manco Inca flydde till Vilcabambas djungler.